# 汗布巴特机场
汗布巴特机场（又名奥尤陶勒盖机场）是一座位于蒙古国南部地区南戈壁省汗博格德的机场。该机场是蒙古国境内客流量仅次于成吉思汗国际机场，第二名的机场，年客运量接近100,000人次。机场的建设得到了位于附近的奥尤陶勒盖金铜矿的资助。

## 历史

### 奥尤陶勒盖金铜矿的勘探
2001年，加拿大的艾芬豪矿业公司（Ivanhoe Mines）在南戈壁省的戈壁滩当中发现了金-铜矿。当时这一地区称为奥尤陶勒盖，蒙古语意思为“绿松石山”， 在成吉思汗时代这附近就曾开始进行露天开采和冶炼铜矿的活动。在2003年时，这里竖立起18口勘探钻机，有200多人在这里工作，奥尤陶勒盖成为当时世界上最大的矿业勘探项目 。此后，2013年1月开始，奥尤陶勒盖金铜矿正式投产。

### 机场历史
机场旧有的建筑建设于2000年代，在2004年，这里被称为奥尤机场，有一条简易的泥土跑道。在2007年，机场开通了民用航线。新机场建筑在2012年完成建设，并于2013年1月10日开始，正式投入运营。

## 相关信息

### 机场的意义
汗布巴特机场和奥尤陶勒盖矿山位于蒙古国南戈壁省境内，其南侧距离中蒙边界80（50英里），在那里，开采的矿石被发运出口 。在2010年时，奥尤陶勒盖金铜矿的探明储量为含铜790亿磅（约35,833,000吨），同时含金4500万盎司（约1,275吨） 。矿山项目在2013年正式投产，预计在2018年左右达到满负荷产出，可以开采45-50年，年产铜45万吨，相当于全球铜产量的3%。同时，这里金的年产量也有望达到33万盎司。力拓矿业集团在这里的开采工作需要大约3000-4000人，这些人都是被聘用来的蒙古人，由于人数众多，所以需要修建一座机场进行通勤服务。
汗布巴特机场位于南戈壁省首府达兰扎达嘎德东南方向207公里处，其北偏东方向522公里为蒙古国首都乌兰巴托。

### 机场跑道及运营基础设施情况
汗布巴特机场的建设符合相关国际标准，拥有一条长度为3259米，宽45米的标准跑道，可以满足波音-737、空客-A320等机型的起降要求。
候机楼为一座仿蒙古包样式的建筑，满足高峰客流量每小时240人的处理能力。2013年全年，机场客流量达到8万多人次，绝大多数都是从乌兰巴托到奥尤陶勒盖金铜矿工作的矿山工人，此外也包括一部分从成吉思汗国际机场转机到此的外国人。根据机场的计划，未来有可能开通汗布巴特机场直飞的国际航线。

## 航空公司及航点
| 航空公司     | 目的地   |
| ------------ | -------- |
| 蒙古航空     | 乌兰巴托 |
| 蒙古民用航空 | 乌兰巴托 |

## 机场图集

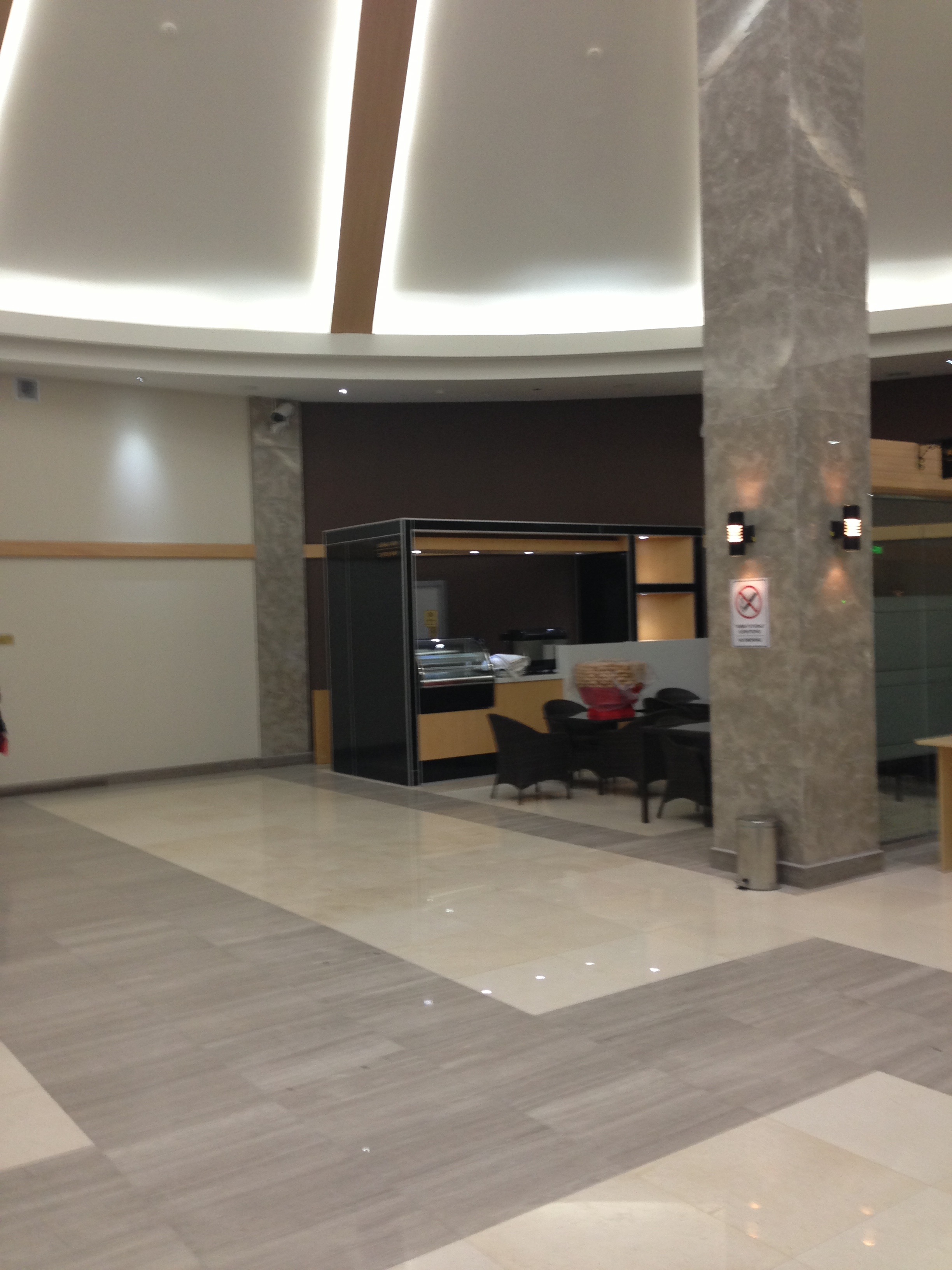
机场内部的咖啡店
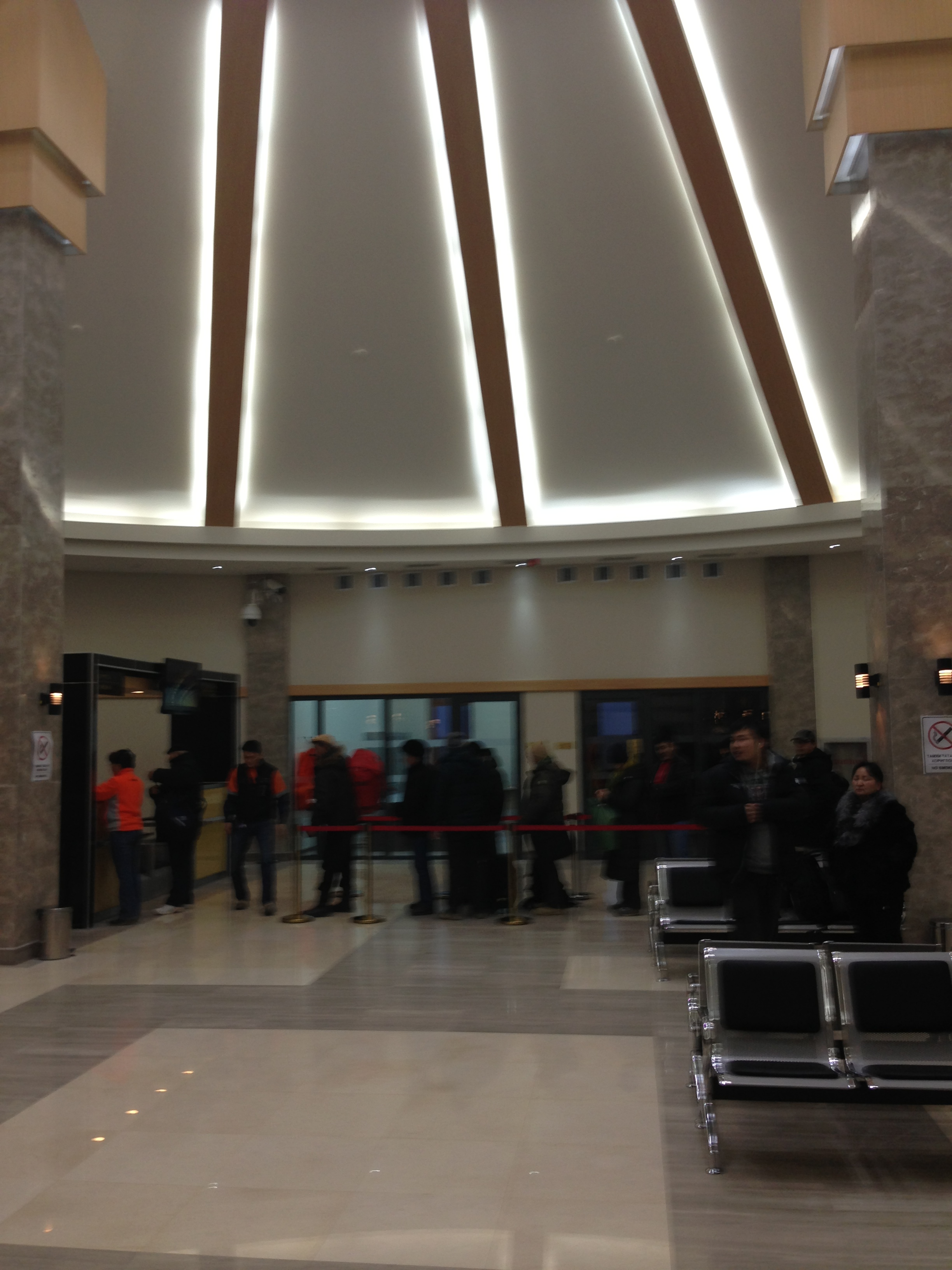
机场安检
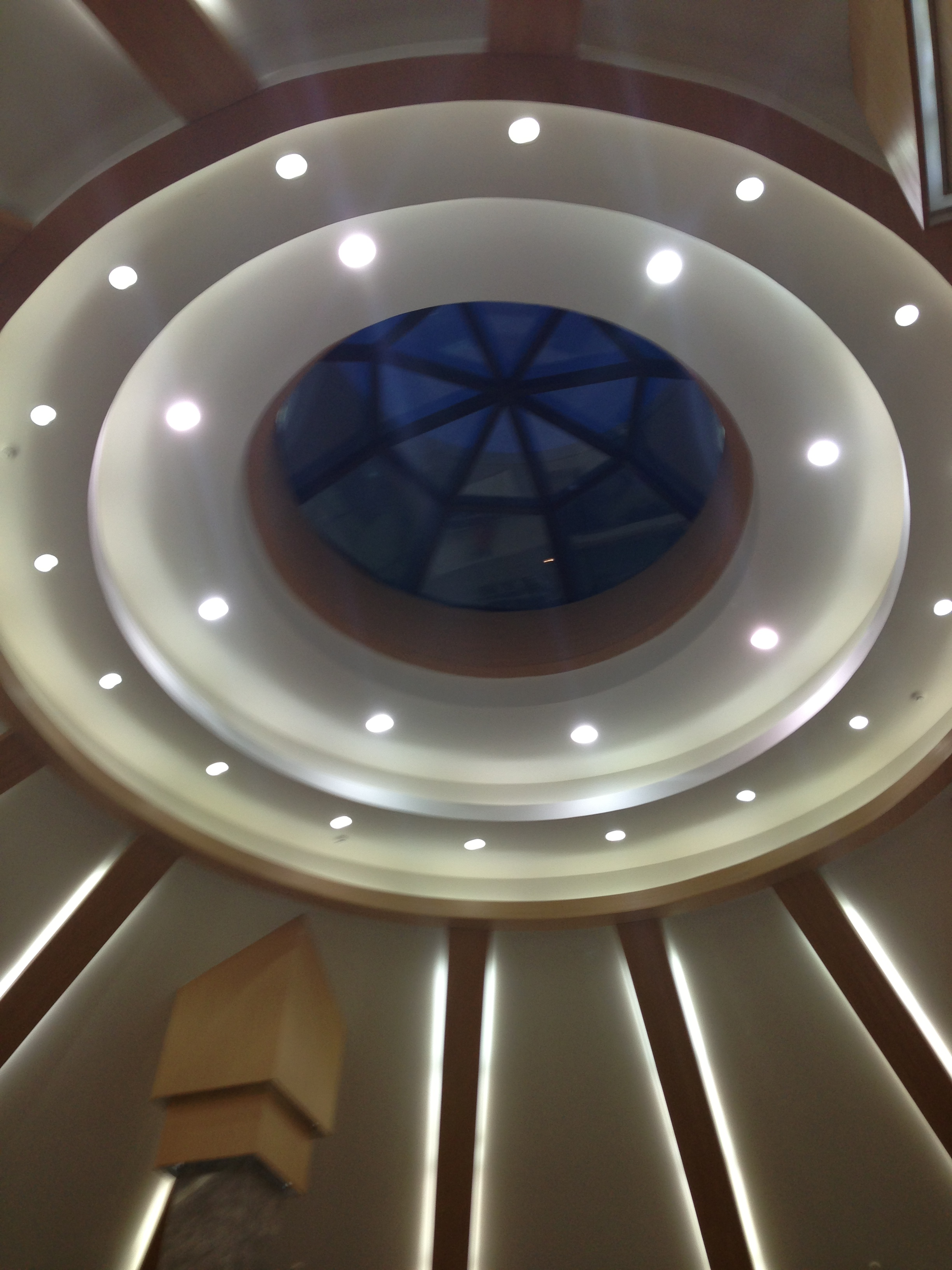
候机楼天花板
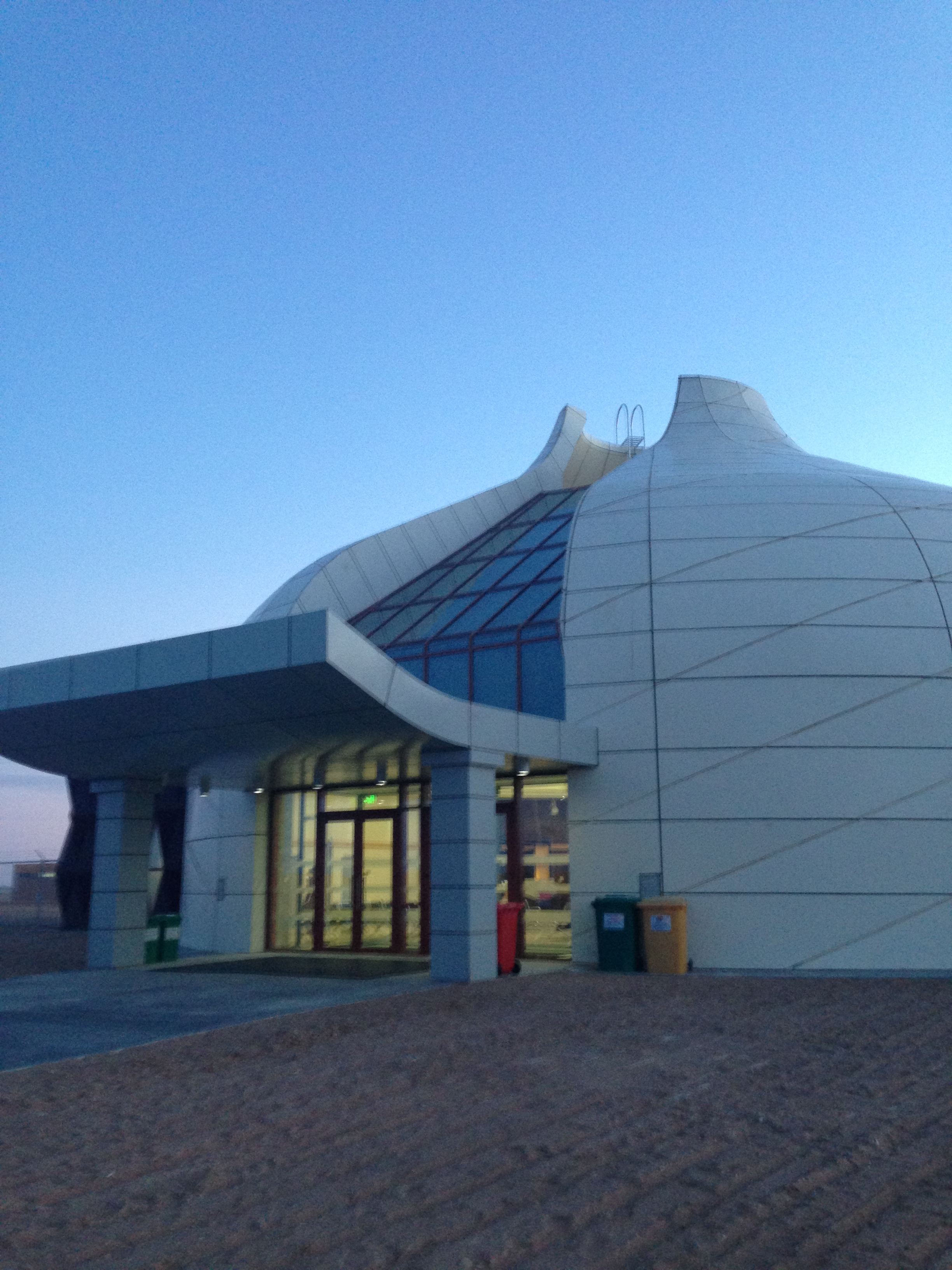
候机楼外观
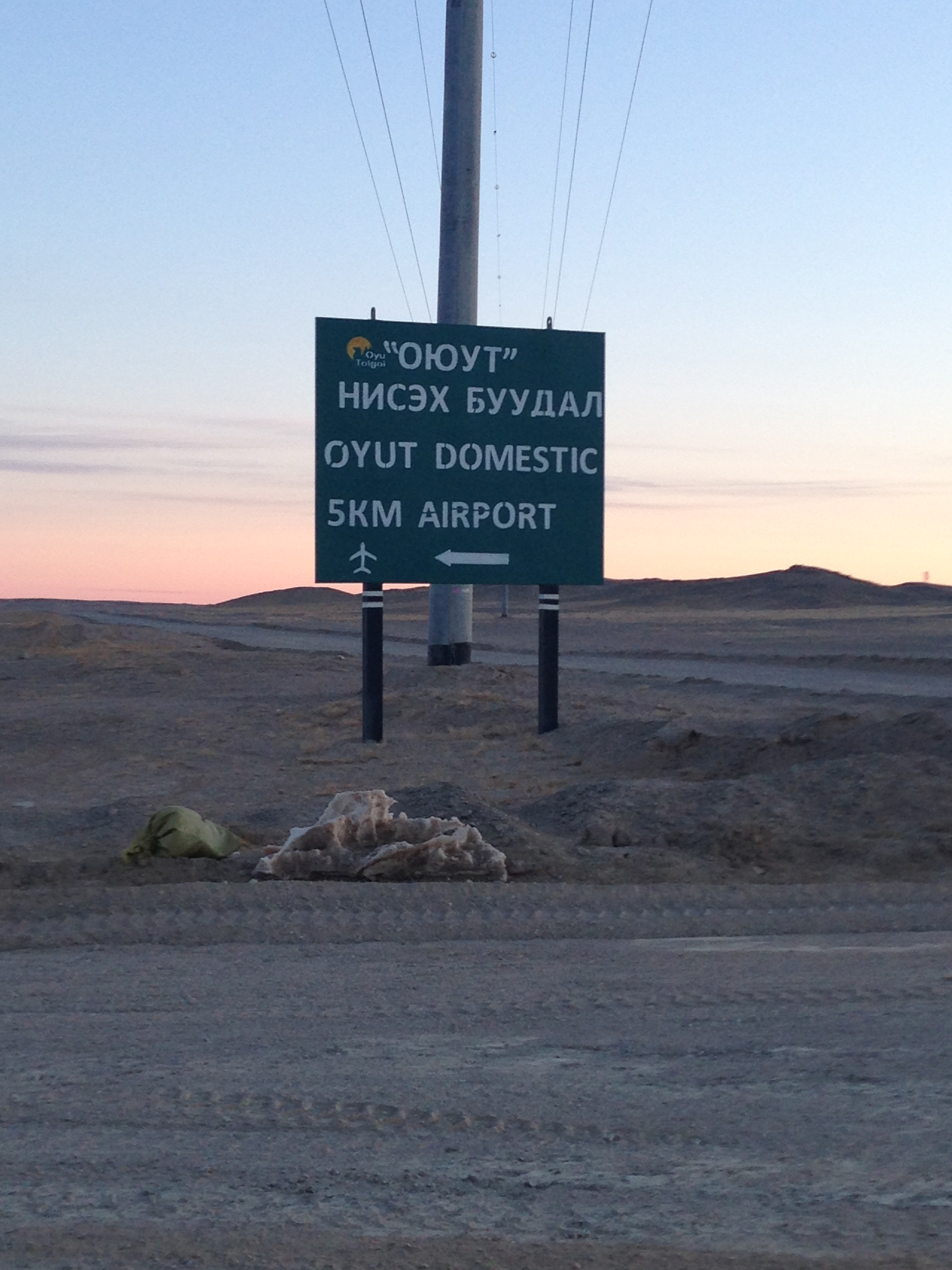
机场指示牌
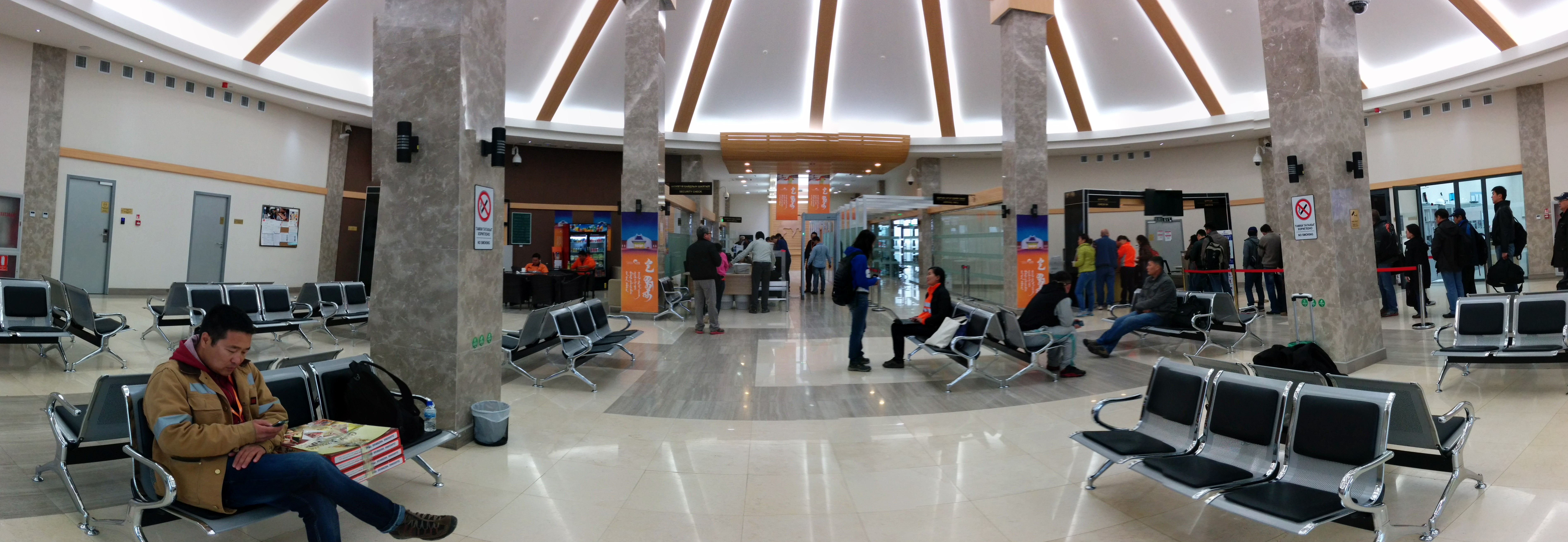
候机楼内部